# 在大阪・神戸フランス総領事館
在大阪・神戸フランス総領事館（ざいおおさか・こうべフランスそうりょうじかん、フランス語: Consulat général de France à Osaka et Kobe、英語: Consulate-General of France in Osaka-Kobe）は、フランスが日本の大阪府大阪市に設置していた総領事館である。正式名称ではないが、俗称として在大阪フランス総領事館（ざいおおさかフランスそうりょうじかん、フランス語: Consulat général de France à Osaka、英語: Consulate-General of France in Osaka）と呼ばれることもある。

## 沿革
かつて京阪神には在神戸フランス総領事館（ざいこうべフランスそうりょうじかん、フランス語: Consulat général de France à Kobe、英語: Consulate-General of France in Kobe）が置かれていたが、1985年に総領事館が神戸から大阪へ移転した。その後、20年以上にわたって公式に在大阪・神戸フランス総領事館と呼ばれていたが、2009年に京阪神のフランス総領事館が京都へ移転すると、大阪と神戸の名前は冠さず単に在京都フランス総領事館と呼ばれるようになった。

## 所在地
〒540-6010　大阪府大阪市中央区城見1-2-27 クリスタルタワービル10階

## 総領事
| 代 | 氏名（日本語）                                   | 氏名（フランス語）        | 着任   | 退任   | 備考                         |
| -- | ------------------------------------------------ | ------------------------- | ------ | ------ | ---------------------------- |
|    | アルマン・オーシュコルヌ（アー・ホーシュコルヌ） | Armand Hauchecorne        | 1924年 | 1937年 | 領事                         |
|    | アラン・ナウム                                   | Alain Nahoum              |        | 2001年 | [ 7 ]                        |
|    | フィリップ・シャティニュー                       | Philippe Chatignoux       | 2001年 | 2003年 | [ 8 ]                        |
|    | ローラン・パドゥー（ローラン・パドゥ）           | Laurent Padoux            | 2003年 | 2005年 | [ 9 ]                        |
|    | アラン・ナウム                                   | Alain Nahoum              | 2005年 | 2009年 | 再任                         |
|    | フィリップ・ジャンヴィエ＝カミヤマ               | Philippe Janvier-Kamiyama | 2009年 | 2009年 | 閉鎖後、初代京都総領事に転任 |